# Hrvatski kriket savez
Hrvatski kriket savez je krovna organizacija kriketa u Hrvatskoj. Neformalno je počeo s radom 2000. godine. U članstvo Međunarodnog kriket vijeća (ICC) primljen je 2001. Kao udruga HKS formalno je registriran 22. rujna 2004. U članstvo Hrvatskog olimpijskog odbora primljen je potkraj 2006. godine.
Hrvatski kriket savez je uz Zambijski kriket savez i Zimbabveanski kriket savez 2019. suspendiran zbog nastavka nepoštivanja kriterija za članstvo u ICC-u. Dužnost predsjednika obnašali su Robert Dumančić, Jasen Butković i Zdenko Leko.